# Союз ТМ-20
Союз ТМ-20 — пилотируемый космический аппарат из серии «Союз ТМ».

## Экипаж

### На взлёте
- Александр Викторенко (4-й полёт) — командир
- Елена Кондакова (1-й полёт) — бортинженер
- Ульф Мербольд (3-й полёт) — космонавт-исследователь

### На посадке
- Александр Викторенко (4-й полёт) — командир
- Елена Кондакова (1-й полёт) — бортинженер
- Валерий Поляков (2-й полёт) — космонавт-исследователь (врач)

## Описание полёта

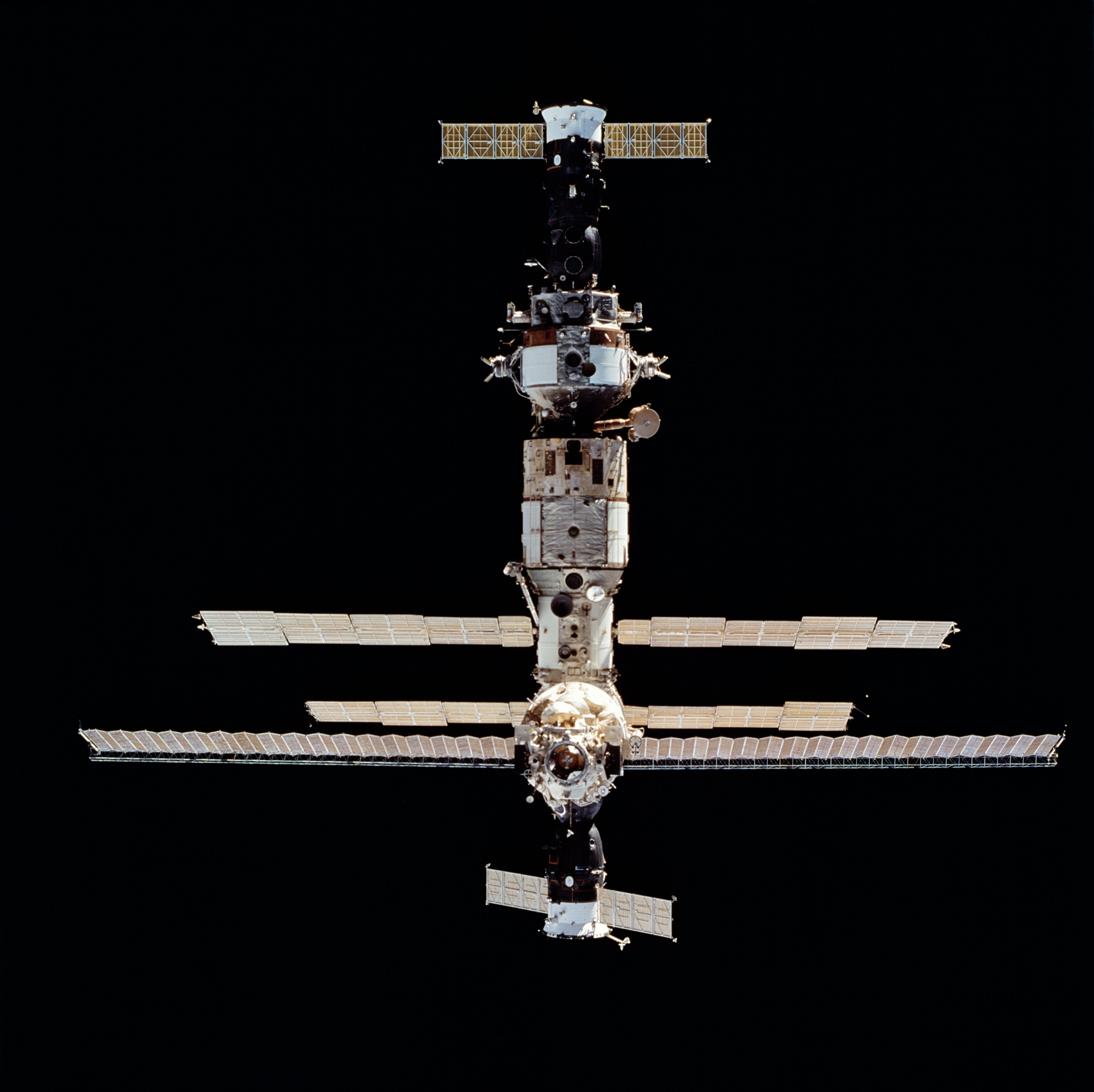
Станция «Мир» с пристыкованными кораблями «Прогресс М-25» (сверху) и "Союз ТМ-20" (снизу)

Согласно публикации в журнале «Новости Космонавтики»:

В ходе полёта на «Союзе ТМ-20» выявился целый ряд неисправностей. Так, связь с кораблём во время всех сеансов была плохая. «Витязи» плохо слышали ЦУП, а ЦУП плохо разбирал «Витязей». Причина этого осталась неизвестна. К тому же из-за выхода из строя одного из наземных измерительных пунктов на двух витках сеансы связи были сокращены на 4 минуты. На борту корабля прошла несанкционированная команда на подключение резервных батарей. Причина тоже не установлена. При проведении теста ручки управления движением (РУД-2) не проходил сигнал на разгон «Союза».

Кроме того, во время сближения корабля со станцией отказала система автоматической стыковки «Курс». Экипаж был готов к этой ситуации (такой же отказ произошёл во время стыковки транспортного грузового корабля (ТГК) Прогресс М-24) и провёл ручную стыковку. Отказ системы «Курс» был связан с ошибками в новом программном обеспечении, установленном впервые на «Прогрессе М-24» и во второй раз на «Союзе ТМ-20».
Научная программа была посвящена в основном медицинским исследованиям: привыкание к невесомости, уменьшение мышечной массы, потеря веса и перестройка внутренних часов организма. Помимо этого, изучались радиационные нагрузки на орбите. Для оценки общего состояния здоровья Ульф Мербольд ежедневно делал пробы крови, мочи и тканей организма.
Впервые были проведены видеоконференции с борта станции. 19 ноября Мербольд провёл урок, во время которого он ответил на вопросы учеников.
В связи с постепенной деградацией солнечных батарей после 9 лет эксплуатации станции разница между приходом и расходом энергии была очень мала. Из-за длительной экспедиции посещения экипаж станции составлял 6 человек в течение примерно месяца. Вследствие этого резко возросло потребление энергии, и 11 октября на станции произошёл серьёзный сбой — отказала энергетическая система станции — разрядились буферные аккумуляторные батареи базового блока станции, затормозились гиродины, и станция перешла в режим некорректируемого полёта. В результате энергия, получаемая с солнечных батарей, уменьшилась, перестали работать пульты управления станцией, и стала пропадать связь с ЦУПом. Связь удалось установить через передатчик корабля «Союз ТМ-20», который с Земли перевели в режим автономного энергопитания. После отключения неисправных аккумуляторов базового блока и частичной замены их аккумуляторами из «Кристалла» и «Кванта-2» удалось запустить гиродины и восстановить ориентацию солнечных батарей на Солнце. После этого были постепенно включены остальные системы станции.
В результате инцидента временно прекратилась работа морозильника, в котором хранились пробы мочи и крови. Также произошла вынужденная задержка в программе ЕКА. Из-за остановки систем восстановления воздуха в атмосфере станции в течение суток концентрация углекислого газа составляла 8,5 мм рт. ст.
Полностью восстановить работу станции удалось лишь 13 октября.
Валерий Поляков вернулся на Землю на «Союзе ТМ-20». Он установил рекорд длительности пребывания в космосе — 437 суток 17 часов и 31 секунда. Помимо этого, Елена Кондакова установила рекорд по пребыванию женщины в космосе — 169 дней 5 часов и 35 секунд.
Провиант и расходные материалы доставлялись ТГК «Прогресс М-25» и «Прогресс М-26».